# (7218) Skácel
(7218) Skácel est un astéroïde de la ceinture principale.

## Description
(7218) Skácel est un astéroïde de la ceinture principale d'astéroïdes. Il fut découvert le 19 septembre 1979 à l'Observatoire Kleť par Jaroslav Květoň. Il présente une orbite caractérisée par un demi-grand axe de 2,26 UA, une excentricité de 0,20 et une inclinaison de 3,0° par rapport à l'écliptique.